# Pieter van Anraedt

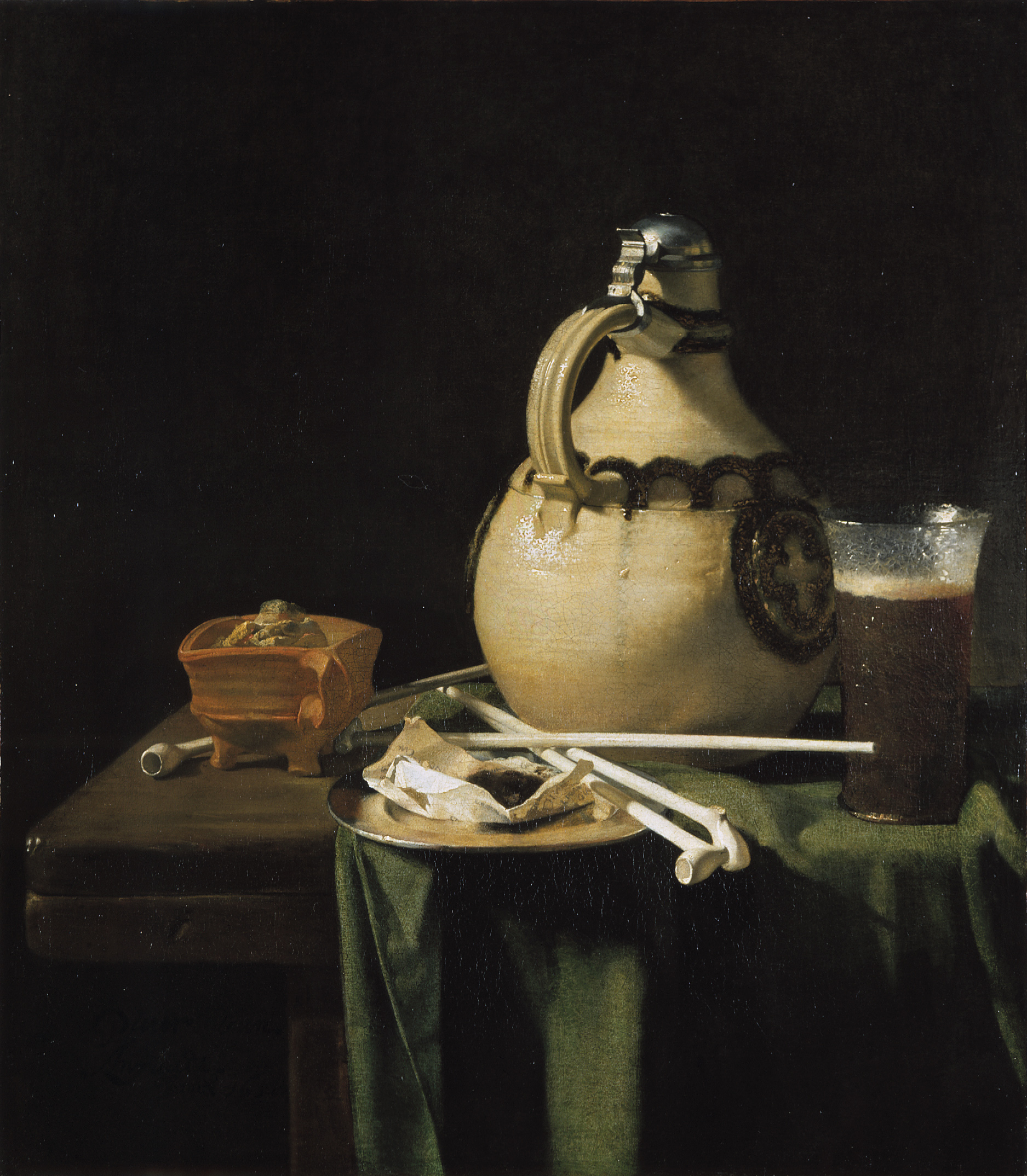
Pieter van Anraedt: Martwa natura z dzbanem i szklanką piwa (1658), Mauritshuis, Haga

Pieter van Anraedt (ur. ok. 1635 w Utrechcie, poch. 13 kwietnia 1678 w Deventer) – holenderski malarz barokowy.

## Życiorys
Życie i twórczość malarza są mało znane, wymienił go między innymi holenderski historiograf sztuki Arnold Houbraken w swoim dziele De groote schouburgh der Nederlantsche konstschilders en schilderessen.
Nauczycielem Anraedta był prawdopodobnie Gerard ter Borch. Wiadomo też, że przyjaźnił się z farmaceutą i poetą Janem van der Veenem, którego córkę Antonię poślubił w 1663; para miała sześcioro dzieci.

## Twórczość
Anraedt specjalizował się w tworzeniu portretów, zwłaszcza zbiorowych (Regenci przytułku Huiszittenhuis, 1675). Małował też martwe natury. Jego najwcześniejszym znanym dziełem jest Martwa natura z dzbanem i szklanką piwa (1658). Na jego twórczość wpływ mieli Gerard ter Borch, Jan Treck i Caspar Netscher.
Prace artysty posiadają m.in. Frans Hals Museum w Haarlemie, Mauritshuis w Hadze i Rijksmuseum w Amsterdamie.

## Wybrane dzieła
- Stara kobieta, Berlin,
- Rodzina, Amsterdam,
- Portret Lamberta Reynsta, 1673, Amsterdam
- Regenci, 1675, Amsterdam.